# Vengo
Vengo je koprodukční hraný film z roku 2000, který režíroval Tony Gatlif podle vlastního scénáře. Snímek měl světovou premiéru na filmovém festivalu v Benátkách dne 8. září 2000.

## Děj
Caco je vážený muž, majitel nočního klubu v Andalusii. Zároveň je zraněný nešťastnou smrtí své dcery a nevyhledává násilí. Osud ho ale zasáhne znovu, protože jeho bratr, který uprchl do Maroka, zabije člena rodiny Caravaca. Jeho členové chtějí krevní mstu a navzdory Cacovým pokusům o zprostředkování, který nemůže svého bratra vydat, se rozhodnou pomstít jeho synovi, postiženému chlapci pod Cacovou ochranou. Aby prolomil začarovaný kruh pomsty, Caco dobrovolně kráčí vstříc smrti.

## Obsazení
| Antonio Canales            | Caco                |
| Orestes Villasan Rodriguez | Diego               |
| Antonio Dechent            | bratranec Alejandro |
| Bobote                     | bratranec Antonio   |
| Juan Luis Corrientes       | bratranec Tres      |
| Fernando Guerrero Rebollo  | Fernando Caravaca   |
| Francisco Chavero Rios     | Francisco Caravaca  |

## Ocenění
- César: nejlepší filmová hudba (Tony Gatlif, La Caïta, Cheikh Ahmad al-Tûni a Tomatito)
- Étoile d'or du cinéma français pro skladatele filmové hudby